# Quỳnh Hải
Quỳnh Hải là một xã thuộc huyện Quỳnh Phụ, tỉnh Thái Bình, Việt Nam.
Xã Quỳnh Hải có diện tích 5,9  km², dân số năm 2009 là người, mật độ dân số đạt 1.375 người/km².
Gồm 7 thôn: An Phú 1, An Phú 2, Quảng Bá, Đoàn Xá, Lê Xá, Xuân Trạch và Cầu Xá.